# みなとみらいグランドセントラルタワー
みなとみらいグランドセントラルタワー（英: MinatoMirai Grand Central Tower）は、神奈川県横浜市西区みなとみらいにある超高層オフィスビル。千代田化工建設の本社（千代田化工建設グローバル本社）が、15-25階に入居している。

## 概要
当ビルはみなとみらい地区の歩行者動線（都市軸）の一部でもあるグランモール公園沿い（同地区の42街区南区画）に位置している。丸紅株式会社と三菱商事株式会社によるオフィスビル計画として、「MM42開発特定目的会社」（丸紅出資）を設立し開発にあたっている。当初の計画ではIT、バイオ、ナノテクなどの先端技術を扱うグローバル企業を集積するとしていた。
当ビルは2011年9月頃に竣工となったが、すぐには稼働せずフェンスに囲まれたまま動きがなかった。その後、翌年の2012年1月になってようやく正式開業に至ると、同年3月には横浜冷凍が本社を当ビルの7階に移転、同年4月には商業・飲食店エリアの「MMテラス」がオープンした。さらに同年6月には千代田化工建設が本社を当ビルに移転して「グローバル本社」を開設、横浜市や川崎市に点在していた各業務部署を当ビルに集約し、15-25階に入居している。
ビルの構造としては、1-2階の低層部に前述の商業・飲食店エリア「MMテラス」（みなとみらいグランドセントラルテラス、M/M GRAND CENTRAL TERRACE）があり、3-25階がオフィスエリアとなっている。MMテラスは2023年に外観（木目柄パネルを採用）や内装のリニューアルを実施している。また、みなとみらい地区の歩行者動線であるグランモール軸（Grand Mall Axis）が当ビルの横を通っており、当ビルでも軸から連続したプローヴァ広場やゆったりとした公開空地（帆の広場・グリーンシアター）を設けて憩いの場を創出している（後述参照）。
環境負荷を低減させる設備機器の導入に加え、全天候型の歩行者通路や広くとられた公開空地などが評価され、建物の環境性能を評価する「CASBEE横浜認証制度」において2009年に最高位のSランクを取得している。さらに2019年に「CASBEE不動産評価認証」、2020年に「DBJ Green Building認証」も取得している。

## 主なテナント
オフィスエリア (3-25F)
- 4F スリーエム ジャパンみなとみらいオフィス
- 6F フォルクスワーゲングループジャパンの研究開発拠点（東京の2拠点に分散する研究機能を2020年4月に移転・集約）[13]
- 15-25F 千代田化工建設グローバル本社

商業店舗・飲食店エリア「MMテラス」(1-2F)
- コメダ珈琲店[14]
- ファミマ!!
- モッズ・ヘア（美容サロン）
- Youth Theatre Japan (YTJ) みなとみらいスタジオ

※テナント情報の詳細は公式サイトを参照

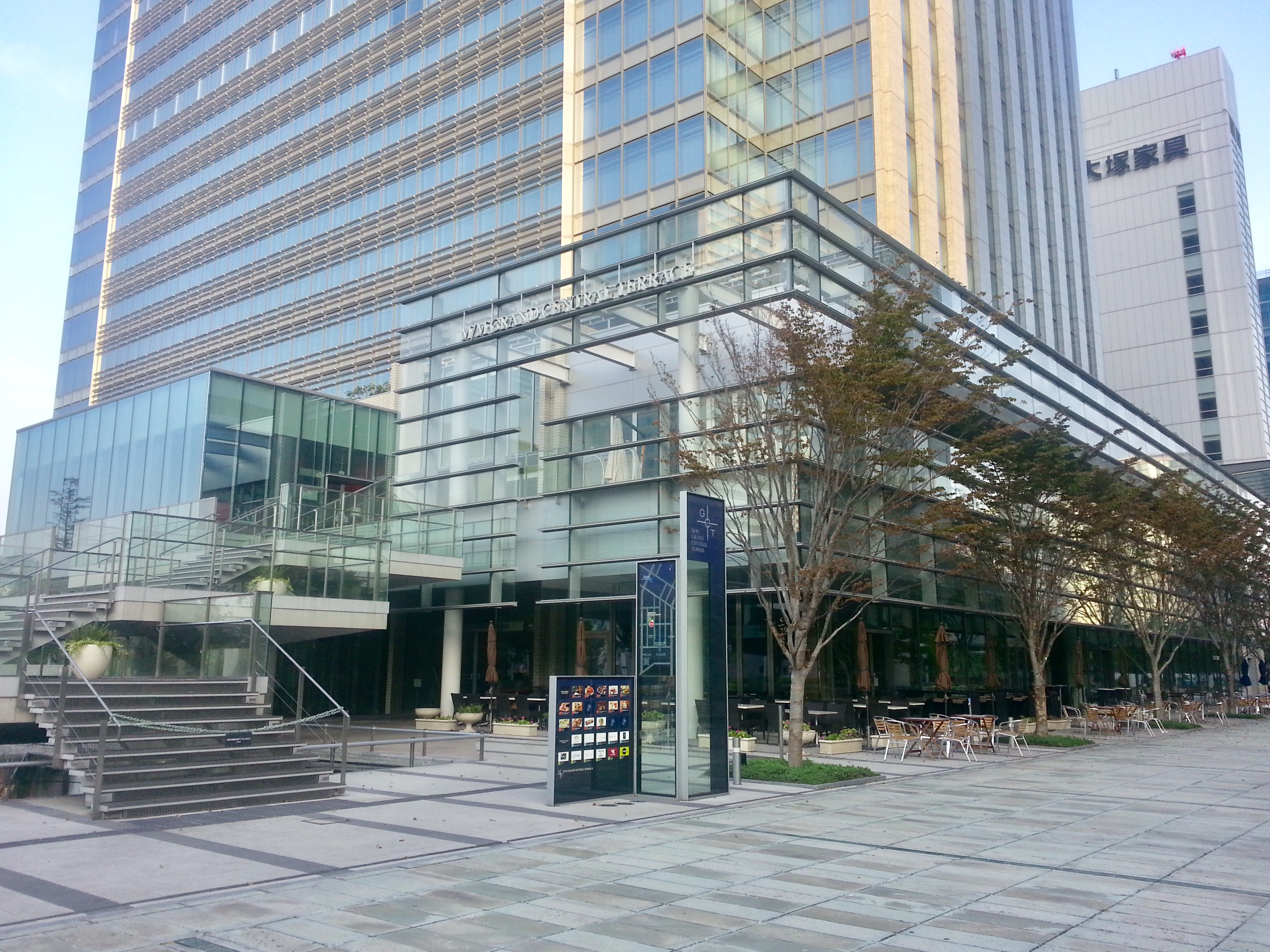
MMテラスの外観、グランモール公園より撮影（2013年9月） ※リニューアル以前
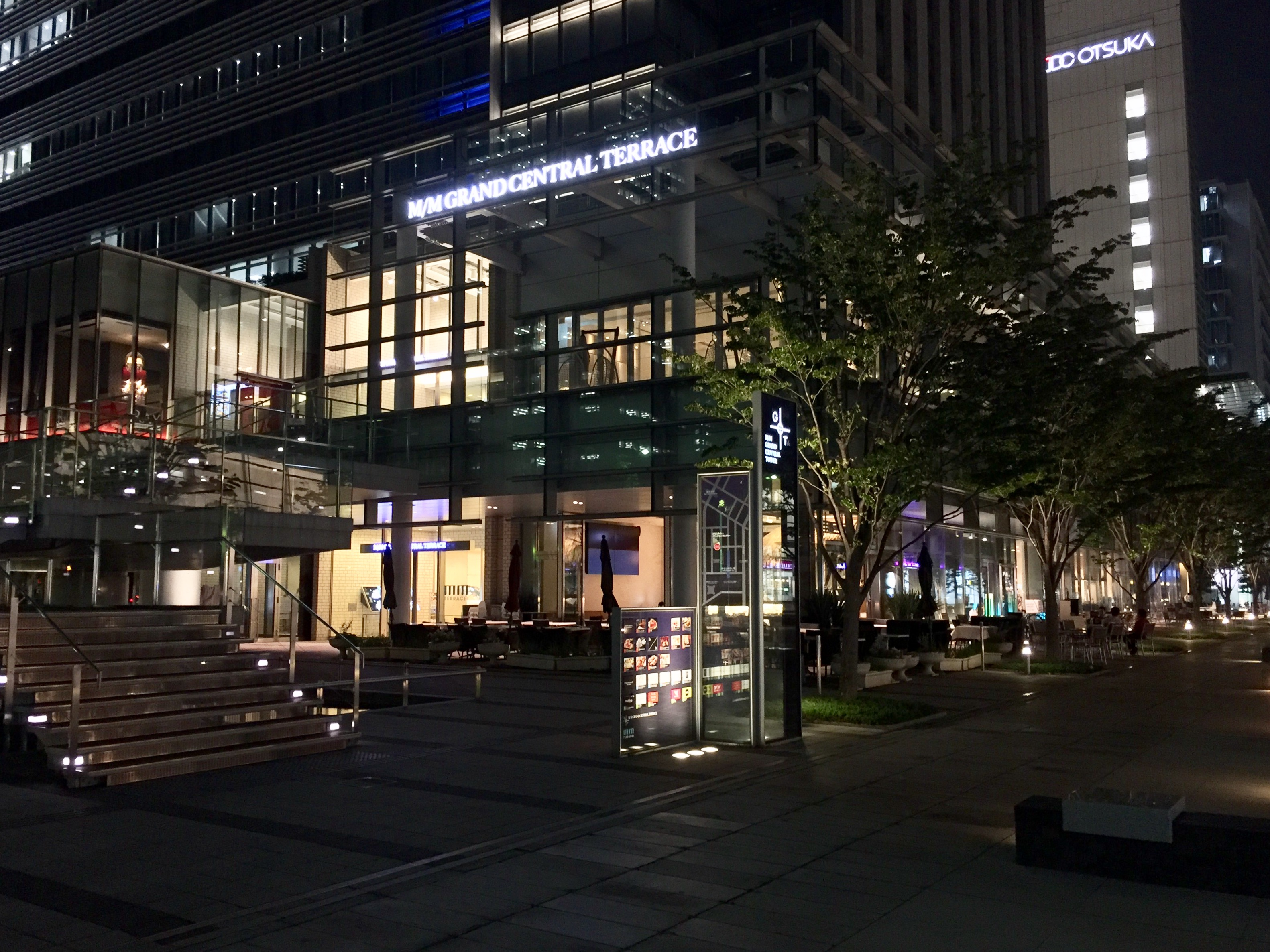
日没後の様子（2017年6月） ※リニューアル以前
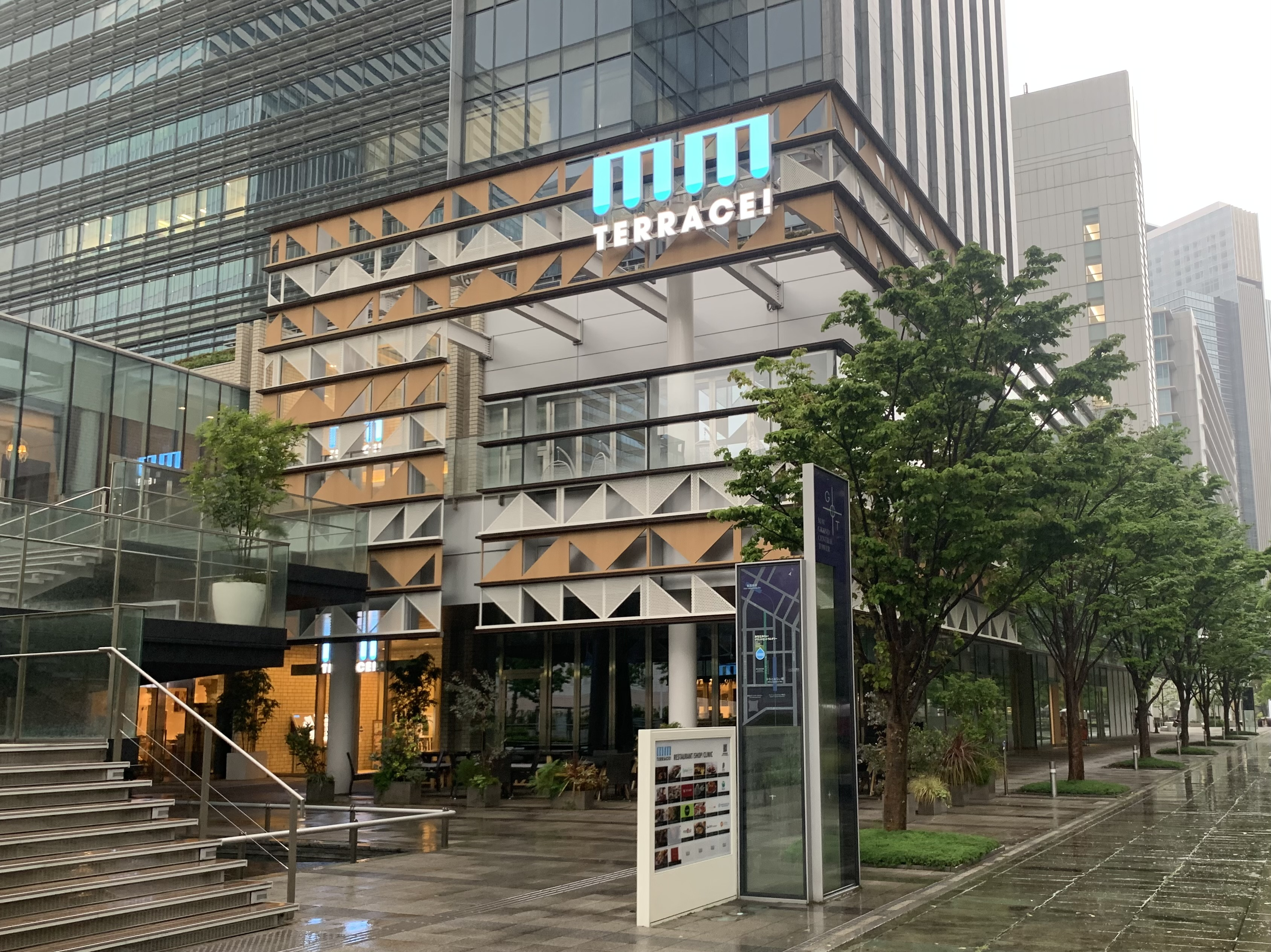
2023年のリニューアル後の外観（2024年5月）
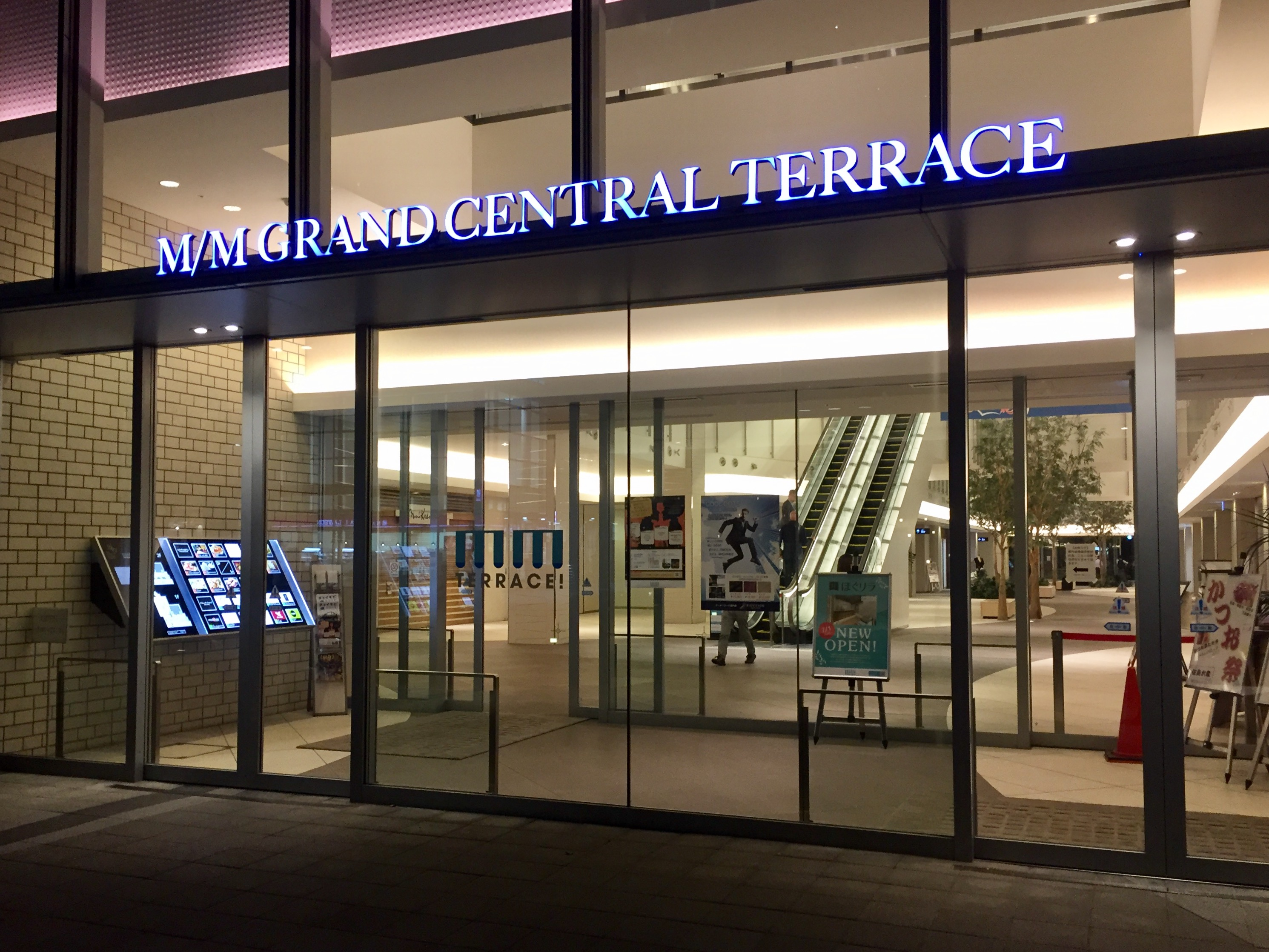
グランモール公園沿いのMMテラスエントランス（2017年6月） ※リニューアル以前
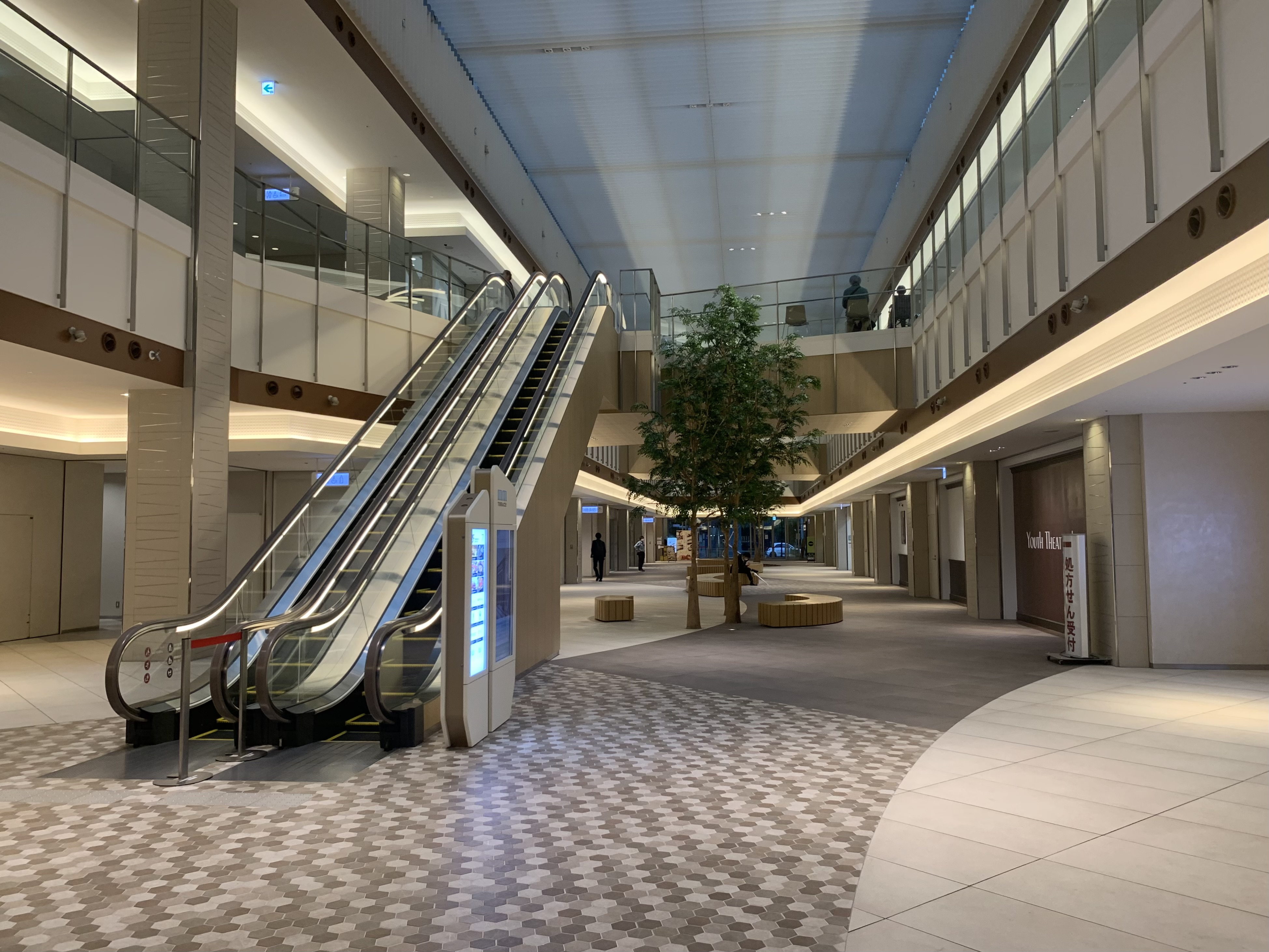
館内の様子、2023年のリニューアル後（2024年5月）

## 公開空地（広場）
当ビルでは公開空地を広く設けており、一般の歩行者が自由に出入りできる。南西側の帆の広場には多様な植林や水景施設、アートなどが設置してあり、南東側のグランモール公園（グランモール軸）寄りにあるグリーンシアターでは様々なイベントも開催されている。
みなとみらい地区では屋外の公共空間にオープンカフェを開設する「ソフトカフェみなとみらい」が2013年9月よりスタートしたが、当ビルのグランモール公園沿い空地でも実施されている。
グリーンシアター（2017年7月撮影）

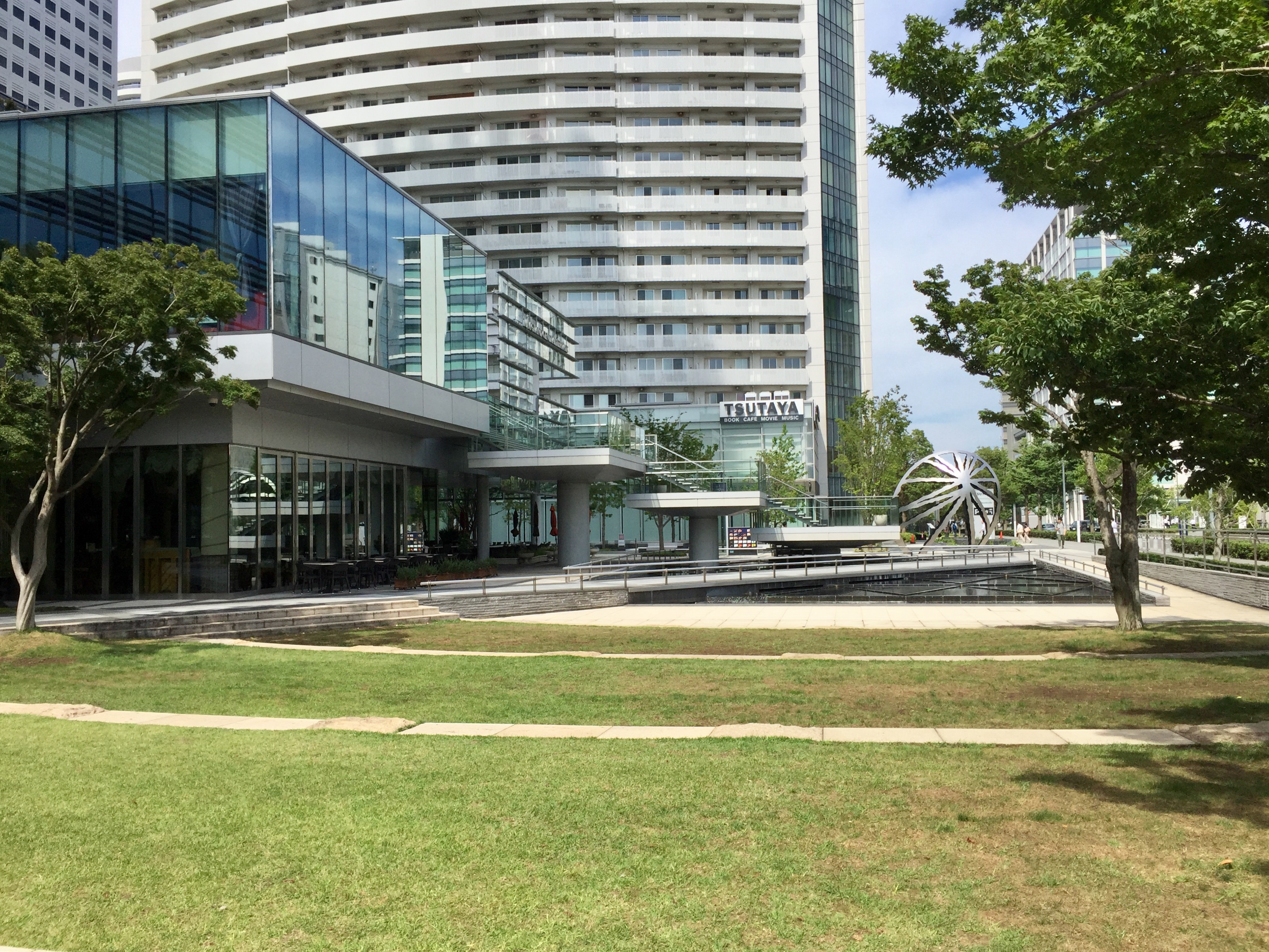
グリーンシアターの芝生
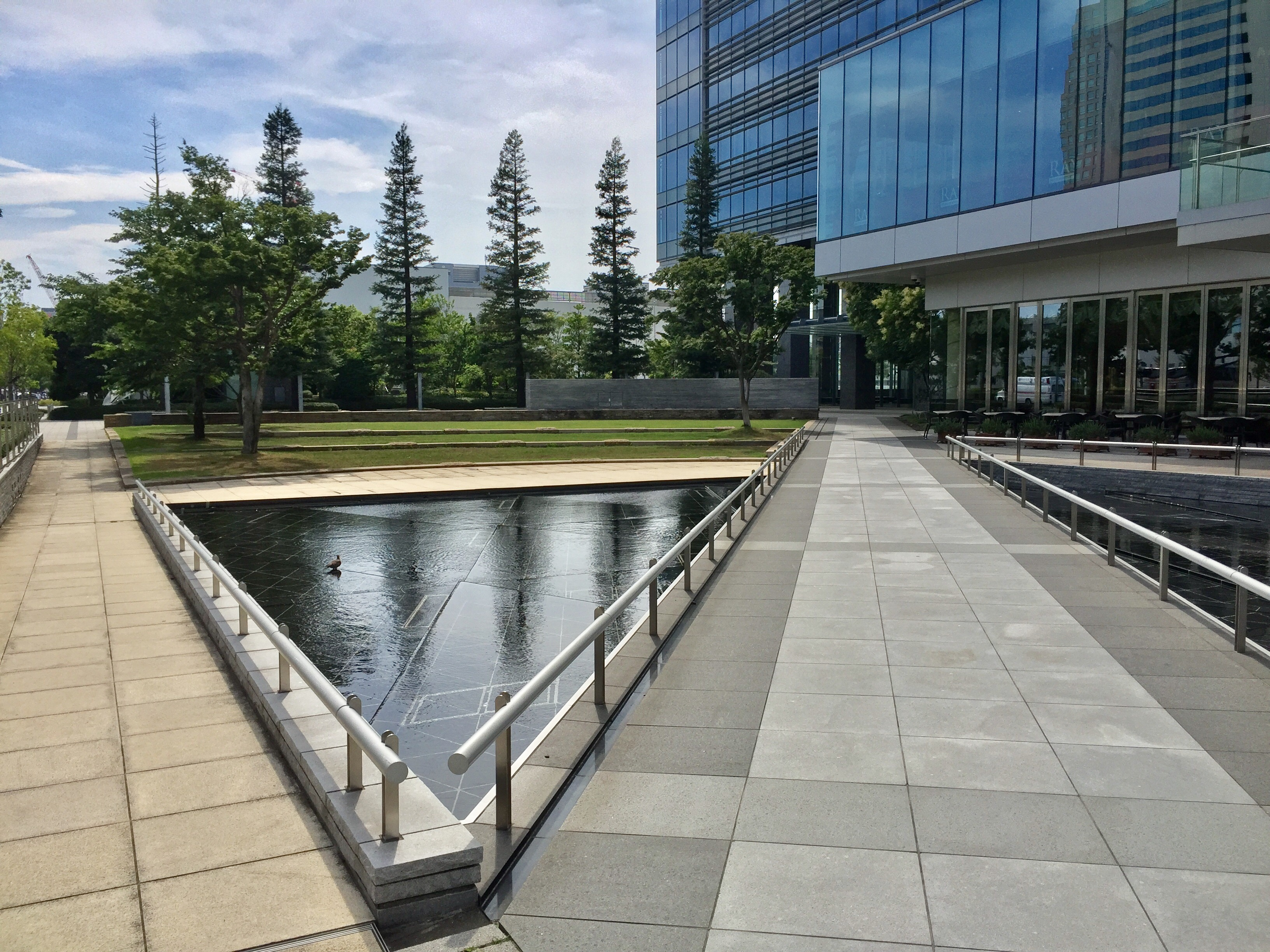
周辺の水盤
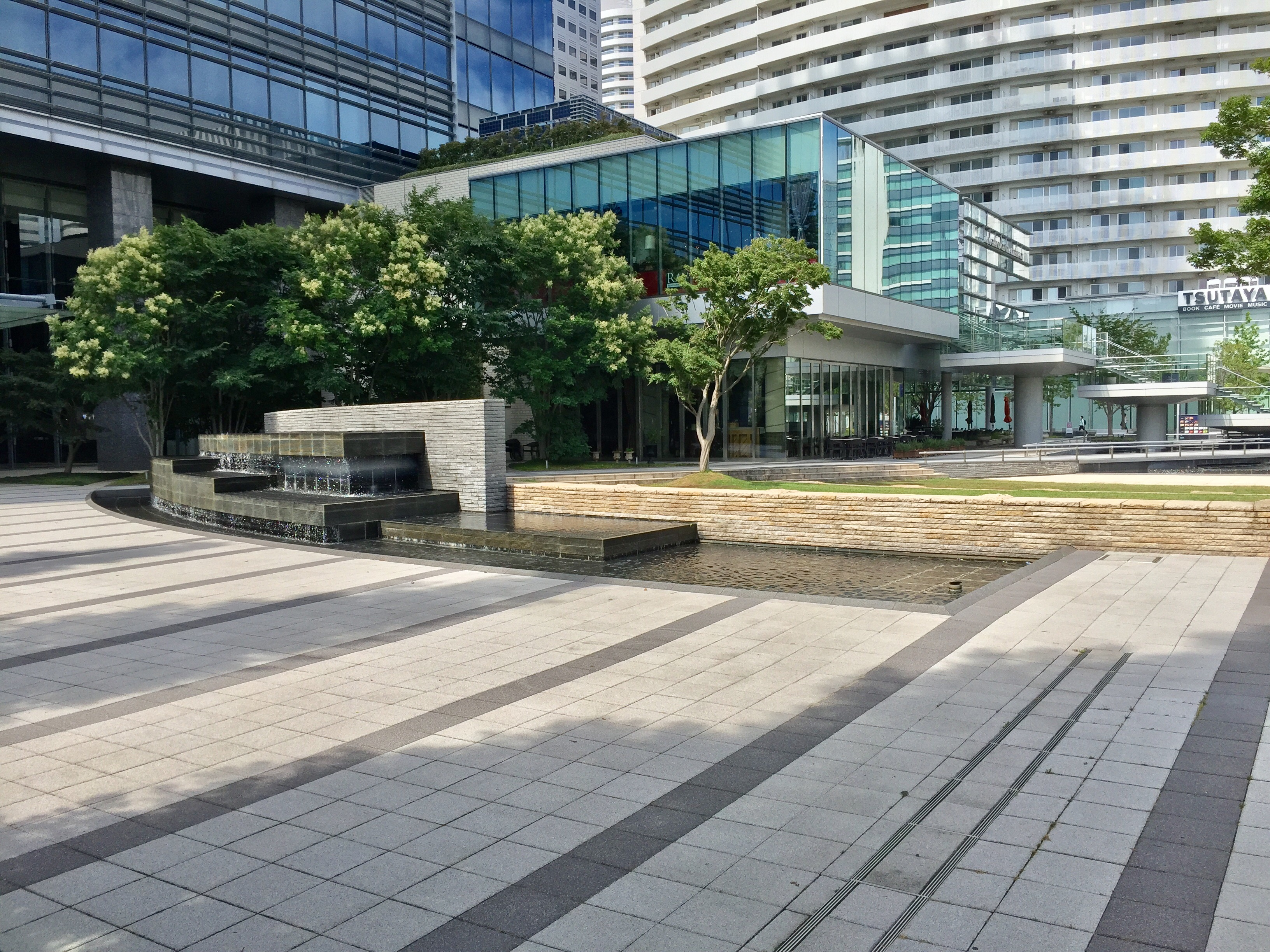
水が段々に流れる水景設備も

## 交通アクセス
- 横浜高速鉄道みなとみらい線 みなとみらい駅より徒歩5分程
- 横浜高速鉄道みなとみらい線 新高島駅より徒歩10分程

## 撮影
テレビドラマ
- 『リッチマン、プアウーマン』（フジテレビ系、2012年7月～9月まで）
- 『花咲舞が黙ってない』（日本テレビ系、2014年4月〜6月）
- 『HERO』（フジテレビ系、2014年7月〜9月）
- 『花咲舞が黙ってない2』（日本テレビ系、2015年7月〜9月）
- 『逃げるは恥だが役に立つ』（TBS系、2016年10月〜12月）
- 『東京タラレバ娘』（日本テレビ系、2017年1月〜3月）
- 『#リモラブ〜普通の恋は邪道〜』（日本テレビ系、2020年10月〜12月）
- 『この恋あたためますか』（TBS系、2020年10月〜12月）

その他
- fripSide『eternal reality』PV
- けやき坂46 『期待していない自分』MV
- 日向坂46『君はハニーデュー』MV

## その他
みなとみらい地区の42街区には当ビル（南区画）の他にも、複合ビルの「リーフみなとみらい」が隣接地（北区画）にある。
また、2011年には岡田ビルおよび大成建設からオーケーに対して当地（42街区）への出店（定借10年）の誘い話があったが、期限があることがネックとなりオーケー側が断念して一旦は白紙となっている。その翌年には同地区の59街区で、事業者が土地を取得する恒久施設としてオーケー本社ビルと岡田ビルによる複合高層ビルの開発が決定した経緯がある。